# Canottaggio ai Giochi della XVIII Olimpiade - Due di coppia maschile
La competizione del due di coppia maschile dei Giochi della XVIII Olimpiade si è svolta dall'11 al 15 ottobre 1964 nel bacino del Lago Sagami a Sagamihara.

## Programma
| Data            | Round      | Note                                                 |
| --------------- | ---------- | ---------------------------------------------------- |
| 11 ottobre 1964 | 3 Batterie | I vincitori in finale A. I restanti ai recuperi.     |
| 12 ottobre 1964 | 3 Recuperi | I vincitori in finale A, secondi e terzi in finale B |
| 14 ottobre 1964 | Finale B   |                                                      |
| 15 ottobre 1964 | Finale A   |                                                      |

## Risultati

### Batterie
| Pos. | Nazione       | Atleti                           | Tempo   |
| ---- | ------------- | -------------------------------- | ------- |
| 1    | Stati Uniti   | Seymour Cromwell James Storm     | 6'31"63 |
| 2    | Germania      | Helmut Lebert Josef Steffes-Mies | 6'41"24 |
| 3    | Svizzera      | Melchior Bürgin Martin Studach   | 6'45"58 |
| 4    | Gran Bretagna | Arnold Cooke Peter Webb          | 6'49"83 |
| 5    | Australia     | Barclay Wade Gary Pearce         | 7'01"21 |

| Pos. | Nazione          | Atleti                               | Tempo   |
| ---- | ---------------- | ------------------------------------ | ------- |
| 1    | Unione Sovietica | Oleg Tjurin Boris Dubrovskij         | 6'51"03 |
| 2    | Paesi Bassi      | Max Alwin Peter Bots                 | 7'07"52 |
| 3    | Giappone         | Susumi Hosoya Yasushi Murase         | 7'25"64 |
| 4    | Messico          | Roberto Friedrich Fernando Scheffler | 7'34"34 |

| Pos. | Nazione        | Atleti                               | Tempo   |
| ---- | -------------- | ------------------------------------ | ------- |
| 1    | Cecoslovacchia | Vladimír Andrs Pavel Hofmann         | 6'39"67 |
| 2    | Belgio         | Michel De Meulemeester Gérard Higny  | 6'45"69 |
| 3    | Francia        | René Duhamel Bernard Monnereau       | 6'48"70 |
| 4    | Argentina      | Juan Carlos Gómez José María Robledo | 6'58"08 |

### Recuperi
| Pos. | Nazione  | Atleti                               | Tempo   |
| ---- | -------- | ------------------------------------ | ------- |
| 1    | Svizzera | Melchior Bürgin Martin Studach       | 6'47"18 |
| 2    | Belgio   | Michel De Meulemeester Gérard Higny  | 6'49"28 |
| 3    | Messico  | Roberto Friedrich Fernando Scheffler | 7'35"14 |

| Pos. | Nazione   | Atleti                               | Tempo   |
| ---- | --------- | ------------------------------------ | ------- |
| 1    | Germania  | Helmut Lebert Josef Steffes-Mies     | 6'39"92 |
| 2    | Argentina | Juan Carlos Gómez José María Robledo | 7'05"02 |
| 3    | Giappone  | Susumi Hosoya Yasushi Murase         | 7'18"98 |

| Pos. | Nazione       | Atleti                         | Tempo   |
| ---- | ------------- | ------------------------------ | ------- |
| 1    | Francia       | René Duhamel Bernard Monnereau | 6'49"38 |
| 2    | Gran Bretagna | Arnold Cooke Peter Webb        | 6'50"48 |
| 3    | Paesi Bassi   | Max Alwin Peter Bots           | 6'56"59 |
| 4    | Australia     | Barclay Wade Gary Pearce       | 7'07"12 |

### Finale B
| Pos. | Nazione       | Atleti                               | Tempo   |
| ---- | ------------- | ------------------------------------ | ------- |
| 7    | Gran Bretagna | Arnold Cooke Peter Webb              | 6'44"39 |
| 8    | Paesi Bassi   | Max Alwin Peter Bots                 | 6'47"07 |
| 9    | Belgio        | Michel De Meulemeester Gérard Higny  | 6'49"70 |
| 10   | Giappone      | Susumi Hosoya Yasushi Murase         | 7'15"22 |
| 11   | Messico       | Roberto Friedrich Fernando Scheffler | 7'27"47 |
| -    | Argentina     | Juan Carlos Gómez José María Robledo | NP      |

### Finale A
| Pos.    | Nazione          | Atleti                           | Tempo   |
| ------- | ---------------- | -------------------------------- | ------- |
| Oro     | Unione Sovietica | Oleg Tjurin Boris Dubrovskij     | 7'10"66 |
| Argento | Stati Uniti      | Seymour Cromwell James Storm     | 7'13"16 |
| Bronzo  | Cecoslovacchia   | Vladimír Andrs Pavel Hofmann     | 7'14"23 |
| 4       | Svizzera         | Melchior Bürgin Martin Studach   | 7'24"97 |
| 5       | Germania         | Helmut Lebert Josef Steffes-Mies | 7'30"03 |
| 6       | Francia          | René Duhamel Bernard Monnereau   | 7'41"80 |